# Petter Aaslestad
Petter Aaslestad (né le 14 janvier 1953) est un chercheur en littérature norvégien. Il est professeur de littérature à l'université norvégienne de sciences et de technologie. En octobre 2012, Aaslestad a été élu chef de l'Association suédoise de recherche à compter du 1 Janvier 2013.
Aaslestad a obtenu son master ès lettres en littérature générale en 1984 avec une thèse sur la trilogie romanesque de Samuel Beckett et un doctorat de philosophie en 1990 avec une thèse intitulée Vouée à l'art. Les romans de Jonas Lie 1884-1905 (en norvégien : Dømt til kunst. Jonas Lies romaner 1884–1905). Il a été professeur d'université entre 1979 et 1992 en langue et littérature norvégiennes à l'Université d'Amsterdam. Il devient ensuite professeur agrégé de littérature générale de 1992 à 1994 à l'Université de Trondheim (plus tard rebaptisée université norvégienne de sciences et de technologie ou NTMU), et depuis 1994, il est professeur de littérature nordique au même endroit.
De 1999 à 2007, il a été doyen de la Faculté d'histoire et de philosophie de NTNU. Il était auparavant président de L'organisme national pour la qualité de l'éducation (Nasjonalt organ for kvalitet i utdanningen ou NOKUT) et est actuellement président de la Vlaamse universiteiten en hogescholen raad (VLUHR), autrement dit le conseil flamand des universités et hautes écoles. En 2014, il succède au professeur Bjarne Hodne à la tête de l'Association norvégienne des chercheurs.